# Карякин, Николай Николаевич
Карякин, Николай Николаевич (род. 11 октября 1975, Коломна) — ректор Приволжского исследовательского медицинского университета, доктор медицинских наук, доцент, отличник здравоохранения.

## Биография
Родился 11 октября 1975 года в г. Коломна Московской области. В 2000 году окончил Рязанский государственный медицинский университет имени академика И. П. Павлова по специальности «Лечебное дело». В 2007 году окончил Государственный университет управления г. Москвы по специальности «менеджер государственного и муниципального управления».
Сфера научных интересов — нейрохирургия, общественное здоровье и здравоохранение, комбустиология, аддитивные технологии в травматологии и ортопедии, педагогика и психология.

## Профессиональная деятельность
2002—2005 — врач-нейрохирург в Городской клинической больнице № 7 г. Москвы
2005—2007 — заведующий поликлиническим отделением Городской клинической больницы № 33 им.профессора А. А. Остроумова, г. Москва
2007—2009 — заместитель руководителя Департамента здравоохранения Краснодарского края
2007—2009 — исполняющий обязанности директора ФГУ «Российский центр функциональной хирургической гастроэнтерологии Росздрава» г. Краснодара
2009—2010 — доцент кафедры социальной сферы в Академии при Правительстве (г. Москва)
2010—2017 — директор ФГБУ «Нижегородский научно-исследовательский институт травматологии и ортопедии» Минздрава России (с 2014 г. «Приволжский федеральный медицинский исследовательский центр» Минздрава России)
2017—2018 и. о. ректора ФГБОУ ВО «НижГМА» Минздрава России
2018 — по настоящее время ректор ФГОБУ ВО «ПИМУ» Минздрава России (Приволжский исследовательский медицинский университет)

## Научная деятельность, публикации
В 2005 году защитил кандидатскую диссертацию на тему «Пневмоцефалия: клиника, диагностика и лечение».
В 2014 году защитил докторскую диссертацию на тему «Научное обоснование путей повышения эффективности управления медицинской помощью в условиях разграничения полномочий между уровнями власти».
В 2017 году присвоено учёное звание доцента по специальности «Общественное здоровье и здравоохранение».
Соавтор более 60 печатных работ, 6 книг, 15 патентов на различные устройства и способы лечения.

## Государственные награды и знаки отличия
- Благодарственное письмо Председателя Совета Федерации Федерального Собрания Российской Федерации (2004)
- Почётная грамота Министерства здравоохранения Российской Федерации (2015)
- Нагрудный знак внутренних войск МВД России «За отличие в службе» II степени (2016)
- Диплом национальной системы «Интеграция» Государственной Думы Федерального Собрания Российской Федерации (2017)
- Нагрудный знак «Отличник здравоохранения» (2020)
- Медаль ордена «За заслуги перед Отечеством» II степени (14 июня 2023) — за вклад в развитие здравоохранения, медицинской науки, подготовку квалифицированных специалистов и многолетнюю добросовестную работу[15].